# Georg Christian Gropius
Georg Christian Gropius (* 20. März 1776 in Räbke; † 26. November 1850 in Athen) war ein deutscher Unternehmer, Archäologe und Diplomat.

## Leben

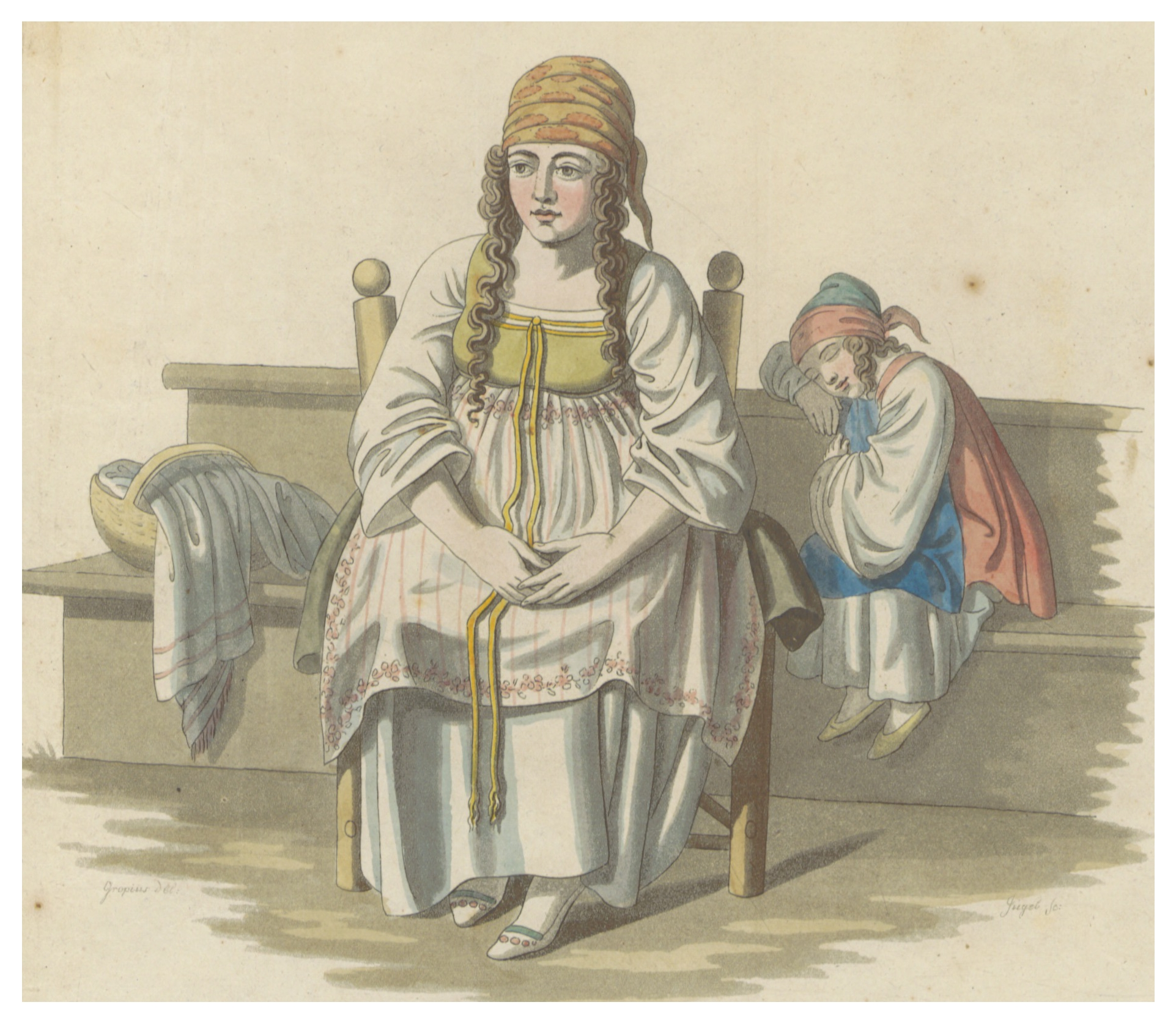
Frau mit Tochter von der Insel Chios (1802/04) – Kupferstich von Gropius

Georg Christian Gropius war das achte von zehn Kindern des Pastors Georg Ludwig Siegfried Gropius (1726–1784) aus Räbke. 1796/97 lernte er bei einem Onkel mütterlicherseits, Eberhard Siegfried Henne, in Berlin zeichnen und kupferstechen. Mit den Brüdern Ludwig Friedrich und Franz Ludwig Catel reiste er danach nach Herisau in der Schweiz und dann allein weiter nach Paris. Hier war er von 1797 bis 1801 als Hauslehrer der Kinder Wilhelm von Humboldts tätig. 1802/03 war er Zeichner und Reisebegleiter von Jakob Ludwig Salomon Bartholdy in Italien, Kleinasien und Griechenland. Ab 1803 lebte er ständig in Griechenland und ab 1810 war Gropius sechs Jahre lang Vizekonsul Großbritanniens in Thessalien, danach österreichischer Konsul in Athen, ab 1830 in Nauplia. 1840 wurde er österreichischer Generalkonsul in Athen.
Von 1810 bis 1814 beteiligte sich Gropius an den archäologischen Ausgrabungen in Ägina und Bassae.
Gropius unterstützte den griechischen Befreiungskampf gegen die türkische Herrschaft. Er erwarb ein großes Vermögen durch Ölexport und eigene Schiffe. Aus seinem Besitz stellte er Landflächen in Athen für den Bau des königlichen Schlosses (heutiges Parlamentsgebäude) und der Ministerien zur Verfügung.
Gropius war seit 1836 Träger des griechischen Erlöser-Ordens in Gold.